# جيراوات ماكاروم
جيراوات ماكاروم (بالتايلندية: จิรวัฒน์ มัครมย์)‏ (7 سبتمبر 1986 في تايلاند - ) هو لاعب كرة قدم تايلندي في مركز الوسط. شارك مع منتخب تايلاند لكرة القدم. أما مع النوادي، فقد لعب مع نادي بوريرام يونايتد ونادي بوليس تيرو وSisaket F.C. ‏ وSongkhla United F.C. ‏ ونادي بورت.

## روابط خارجية
- جيراوات ماكاروم على موقع قاعدة بيانات كرة القدم.إي يو (الإنجليزية)
- جيراوات ماكاروم على موقع ناشيونال فوتبول تيمز (الإنجليزية)
- جيراوات ماكاروم على موقع Soccerway.com (الإنجليزية)
- جيراوات ماكاروم على موقع عالم كرة القدم.نت (الإنجليزية)